# Lijst van gouverneurs van Jammu en Kasjmir
Dit is een lijst van gouverneurs van de voormalige Indiase deelstaat Jammu en Kasjmir. De gouverneur was hoofd van de deelstaat en werd voor een termijn van vijf jaar aangewezen door de president. De rol van de gouverneur was hoofdzakelijk ceremonieel en de echte uitvoerende macht lag bij de ministerraad, met aan het hoofd de chief minister.

## Geschiedenis
Toen India onafhankelijk werd, was Hari Singh de maharadja van Kasjmir. Hij was maharadja tot 17 november 1952, met sinds 20 juni 1949 zijn zoon Karan Singh als regent. Van 17 november 1952 tot 30 maart 1965 was Karan Singh staatshoofd van Jammu en Kasjmir, met de titel Sadr-e-Riyasat (president van de provincie). Aansluitend werd hij de eerste gouverneur.
In oktober 2019 werd de deelstaat Jammu en Kasjmir opgeheven en verdeeld in twee unieterritoria: het gelijknamige Jammu en Kasjmir in het westen en Ladakh in het oosten.

## Gouverneurs
| #   | Naam                             | Begin termijn    | Einde termijn    |
| --- | -------------------------------- | ---------------- | ---------------- |
| 1   | Karan Singh                      | 30 maart 1965    | 15 mei 1967      |
| 2   | Bhagwan Sahay                    | 15 mei 1967      | 3 juli 1973      |
| 3   | Lakshmi Kant Jha                 | 3 juli 1973      | 22 februari 1981 |
| 4   | Braj Kumar Nehru                 | 22 februari 1981 | 26 april 1984    |
| 5   | Jagmohan Malhotra                | 26 april 1984    | juli 1989        |
| 6   | Kotikalapudi Venkata Krishna Rao | juli 1989        | 19 januari 1990  |
| wnd | Jagmohan Malhotra                | 19 januari 1990  | 26 mei 1990      |
| 7   | Girish Chandra Saxena            | 26 mei 1990      | 12 maart 1993    |
| (6) | Kotikalapudi Venkata Krishna Rao | 12 maart 1993    | 2 mei 1998       |
| (7) | Girish Chandra Saxena            | 2 mei 1998       | 4 juni 2003      |
| 8   | Srinivas Kumar Sinha             | 4 juni 2003      | 25 juni 2008     |
| 9   | Narinder Nath Vohra              | 25 juni 2008     | 23 augustus 2018 |
| 10  | Satya Pal Malik                  | 23 augustus 2018 | 30 oktober 2019  |